# Amatitlania septemfasciata
Amatitlania septemfasciata là một loài thuộc họ họ Cá hoàng đế. Nó được tìm thấy ở sườn Đại Tây Dương tại Costa Rica, nằm giữa mạng lưới sông San Juan và sông Banano. Một số loài thuộc họ Cá hoàng đế hiện được công nhận trong chi Amatitlania trước đây được coi là phân loài Amatitlania septumfasciata, bao gồm Amatitlania myrnae và Amatitlania cutteri.
Từng được xếp vào chi Amatitlania, loài từng được xem là thành viên của chi Archocentrus. Khi ở trong chi Amatitlania, Amatitlania septemfasciata được xếp vào phân chi Bussingius, cùng với Cryptoheros sajica và vài loài khác. Tuy nhiên, một nghiên cứu vào năm 2008 do Oldrich Rican dẫn đầu đã cho rằng tất cả các loài liên quan của A. septemfasciatus nên được chuyển đến chi Hypsophrys.

## Lịch sử tự nhiên
Amatitlania septemfasciata trưởng thành đạt chiều dài từ 4 và 5 inch (10 và 13 cm). Con đực thường lớn hơn con cái. Cả hai giới thường có sáu thanh dọc chạy dọc ở hai bên. Con cái có chấm đen hay mắt đơn trên vây lưng, bao quanh là nền màu kim loại.
Loài sống ở các con sông trên sườn Đại Tây Dương của Costa Rica. Loài cũng có thể được tìm thấy trong các dòng sông có các tốc độ chảy khác nhau, bao gồm các dòng sông di chuyển chậm và di chuyển nhanh. Đáy của những con sông mà loài này sống thường được bao phủ bởi đá và xác lá. Trong môi trường sống tự nhiên của nó, pH thường nằm trong khoảng từ 6,6 đến 7,6 và nhiệt độ nước nằm trong khoảng từ 21 đến 27 độ C (70 đến 81 độ F). Khả năng nhô hàm ra được một đoạn bằng 3,5% chiều dài tiêu chuẩn của nó giới hạn lại chỉ còn khoảng 1% con mồi có thể lảng tránh.
Amatitlania septemfasciata để trứng và sinh sản trong hang. Chúng sinh sản ở các kẽ hở trong các tảng đá dưới đáy sông. Sinh sản thường đạt được 200 đến 250 cá bột.
Tình trạng bảo tồn của Amatitlania septemfasciata chưa được đánh giá bởi Liên minh Quốc tế Bảo vệ Thiên nhiên (IUCN).